# Поташов Олександр Анатолійович
Олександр Анатолійович Поташов (біл. Аляксандр Антолевіч Паташоў, рос. Александр Анатольевич Поташёв; нар. 12 березня 1962) — радянський та білоруський легкоатлет, який спеціалізувався на спортивній ходьбі.
На внутрішніх змаганнях представляв Білоруську РСР та місто Вітебськ.

## Спортивні досягнення
Був 4-м в олімпійському зах́оді на шосейній дистанції ходьби на 50 кілометрів (1988). Учасник аналогічної дисципліни на наступних Іграх (1992), де був знятий з дистанції за порушення правил ходьби.
Чемпіон світу з шосейної ходьби на 50 кілометрів (1991). На наступному чемпіонаті світу (1993) був знятий з дистанції 50 кілометрів за порушення правил ходьби.
Дворазовий переможець Кубків світу з ходьби в командному заліку (1987, 1989), на яких в індивідуальному заліку на дистанції 50 кілометрів посів 7-е та 5-е місця відповідно.
Двічі брав участь у заходах на 50 кілометрів на чемпіонатах Європи (1990, 1994), проте щоразу був дискваліфікований за порушення правил ходьби.
Срібний призер чемпіонату Європи з ходьби на 10000 метрів (1981).
Чемпіон СРСР з ходьби на 50 кілометрів (1990) та зимовий чемпіон СРСР з ходьби на 30 кілометрів (1991). Срібний призер чемпіонату СРСР з ходьби на 50 кілометрів (1988) та зимового чемпіонату СРСР з ходьби на 30 кілометрів (1987). Бронзовий призер чемпіонатів СРСР з ходьби на 10 кілометрів (1983) та 30 кілометрів (1989).

## Визнання
- Заслужений майстер спорту СРСР (1991)